# Cheilosia beckeri
Cheilosia beckeri är en tvåvingeart som först beskrevs av Gabriel Strobl 1910.  Cheilosia beckeri ingår i släktet örtblomflugor, och familjen blomflugor.
Artens utbredningsområde är Österrike. Inga underarter finns listade i Catalogue of Life.